# Trofeo Franco Balestra 2012
Il Trofeo Franco Balestra 2012, trentaseiesima edizione della corsa e valida come evento dell'UCI Europe Tour 2012 categoria 1.2, si svolse l'11 marzo 2012 su un percorso totale di circa 169 km. Fu vinto dall'italiano Patrick Facchini che terminò la gara in 4h02'30", alla media di 41,81 km/h.
Al traguardo 90 ciclisti portarono a termine il percorso.

## Ordine d'arrivo (Top 10)
| Pos. | Corridore          | Squadra       | Tempo    |
| ---- | ------------------ | ------------- | -------- |
| 1    | Patrick Facchini   | Casati-MI     | 4h02'30" |
| 2    | Mattia Cattaneo    | Trevigiani    | s.t.     |
| 3    | Diego Rosa         | Palazzago     | a 16"    |
| 4    | Alessandro Tonelli | Zalf-Désirée  | a 49"    |
| 5    | Simone Petilli     | Delio Gallina | s.t.     |
| 6    | Andrea Vaccher     | Marchiol      | s.t.     |
| 7    | Armando Quintero   | Delio Gallina | s.t.     |
| 8    | Alfio Locatelli    | Trevigiani    | s.t.     |
| 9    | Davide Villella    | Team Colpack  | s.t.     |
| 10   | Alberto Cecchin    | Marchiol      | s.t.     |